# Tettigonia tripartita
Tettigonia tripartita är en insektsart som beskrevs av Walker 1858. Tettigonia tripartita ingår i släktet Tettigonia och familjen dvärgstritar. Inga underarter finns listade i Catalogue of Life.